# Кызыл-Арыг (сумон)
Сумон Кызыл-Арыг — административно-территориальная единица (сумон) и муниципальное образование со статусом сельского поселения в Тандинском кожууне Тывы Российской Федерации.
Административный центр и единственный населённый пункт сумона — село Кызыл-Арыг.

## Население
| 2017 | 2018 |
| ---- | ---- |
| 727  | ↗779 |